# Pietro Guerra
Pietro Guerra (* 28. Juni 1943 in San Pietro di Morubio, Venetien) ist ein ehemaliger italienischer Radrennfahrer. Er war Profi von 1967 bis 1974.

## Sportliche Laufbahn
Guerra gewann 1964 mit dem italienischen Team (Severino Andreoli, Luciano Dalla Bona, Pietro Guerra, Ferruccio Manza) das 100 km Mannschaftszeitfahren bei den Weltmeisterschaften in den französischen Alpen. Im gleichen Jahr holte Guerra mit dem gleichen Team bei den Olympischen Sommerspielen in Tokio die Silbermedaille im Mannschaftszeitfahren. 1965 konnte neben den Siegen bei Gran Premio Agostano und der Coppa Collecchio noch seinen Weltmeistertitel im 100 km Mannschaftszeitfahren wiederholen und wurde Dritter beim Gran Premio Città di Camaiore.
Nach seinem beiden Etappenerfolgen, 2. und 10. Etappe,  bei der Friedensfahrt 1966 und beim Gran Premio Industria del Cuoio e delle Pelli holte Guerra im August bei den UCI-Straßen-Weltmeisterschaften 1966 nochmals die Bronze-Medaille im 100 km Mannschaftszeitfahren.  Danach begann er seine professionelle Laufbahn beim italienischen Radsportteam Salamini–Luxor TV. 1967 gewann er die 1. Etappe des Giro di Sardegna und wurde Zweiter in der Gesamtwertung. 1968 wechselte er zur Mannschaft Salvarani und blieb dort vier Jahre. In diese Zeit fielen seine beiden nationalen Titel bei der Einerverfolgung 1971 und 1972. 1970 siegte er im Rennen Gran Premio Cemab.
1973 wechselte er zum italienischen Mannschaft Bianchi-Campagnolo. Am Ende der Saison 1974 beendete er seine Karriere.

## Erfolge Straße
1967
- eine Etappe Giro di Sardegna

1968
- eine Etappe Vuelta a España

1969
- eine Etappe Critérium du Dauphiné

1970
- Gesamtwertung und eine Etappe Cronostafetta
- Coppa Bernocchi

1971
- eine Etappe Tour de France

1972
- Giro di Romagna

1973
- eine Etappe Tirreno–Adriatico

## Erfolge Bahn
1971
- Italienischer Meister – Einerverfolgung

1972
- Italienischer Meister – Einerverfolgung

## Grand-Tour-Platzierungen
| Grand Tour            | 1967 | 1968 | 1969 | 1970 | 1971 | 1972 | 1973 | 1974 |
| --------------------- | ---- | ---- | ---- | ---- | ---- | ---- | ---- | ---- |
| Vuelta a EspañaVuelta | –    | 46   | –    | –    | –    | –    | –    | –    |
| Giro d’ItaliaGiro     | 32   | –    | –    | –    | 70   | DNF  | 106  | 94   |
| Tour de FranceTour    | –    | DNF  | 81   | 70   | 68   | 86   | –    | –    |